# IK Stern
IK Stern är en idrottsklubb med säte i Skatås i Göteborg med två huvudsakliga sektioner, skidor och orientering. IK Stern brukar vara den klubb som har flest åkare i Vasaloppet.